# Katharina Heinroth
Katharina Bertha Charlotte Heinroth, född Berger 4 februari 1897 i Breslau, död 20 oktober 1989 i Berlin, var en tysk zoolog. Hon var efter andra världskriget och fram till 1956 direktör för Berlins zoo.
Heinroth studerade vid zoologiska institutet i Breslau och blev 1923 skolans första kvinnliga elev med doktorsexamen. Hon hade sedan olika anställningar i bland annat München, Berlin och Halle (Saale) och var en tid gift med Gustav Adolf Rösch. Hon flyttade 1933 åter till Berlin och gifte sig med ornitologen Oskar Heinroth som inrättade akvariet i Berlins zoo.
Året 1945 flydde zoons dåvarande direktör Lutz Heck till västra Tyskland. Han var medlem i NSDAP och stödde organisationen Schutzstaffel ekonomisk varför han eftersöktes av de allierade. Heinroths make avled och hon blev direktör för den svår skadedrabbade djurparken. Hon var under sin tid den enda kvinnliga djurparksdirektören i Tyskland. Under hennes ledning blev anläggningarna återuppbyggda. Dessutom höll hon föreläsningar vid Technische Universität Berlin.
Heinroth hedrades 1957 med Förbundsrepubliken Tysklands förtjänstorden och 1989 mottog hon en medalj från det naturvetenskapliga sällskapet Urania.